# 시마 마키
시마 마키(일본어: 志摩 マキ, 1991년 9월 19일 ~ )는 태국 출신 일본의 모델이다.